# Winterswijk
Winterswijk (en bajo sajón neerlandés: Wenters(wiek)) es un municipio y una localidad de la Provincia de Güeldres de los Países Bajos.